# Sylvinha Araújo
Sílvia Maria Vieira Peixoto Araújo (Mariana, 16 de setembro de 1951 — São Paulo, 25 de junho de 2008), mais conhecida como Sylvinha Araújo, foi uma cantora e compositora brasileira. Foi casada com o cantor Eduardo Araújo, também da Jovem Guarda com quem teve dois filhos.

## Biografia
Sylvinha começou sua carreira na década de 1960, lançada por Chacrinha. Na época, apresentou o programa O Bom, com Eduardo Araújo, com quem se casaria em 1969 e teria dois filhos.
Em 1967 gravou seu primeiro disco, o compacto Feitiço de broto. Entre suas composições de maior sucesso, está "Minha primeira desilusão".
O crítico e produtor musical Nelson Motta chegou a chamá-la de Janis Joplin brasileira, após a versão soul que imprimiu à canção "Paraíba", de Luiz Gonzaga. Chegou a vender mais de um milhão de discos na carreira. No final da década de 1970, passou a gravar jingles publicitários e gravou mais de 2 mil.
Entre os anos 1970 e 80, foi jurada de calouros no programa dominical de Silvio Santos. Nos anos 90, fez parte do quarteto vocal 4x4 ao lado de Edgard Gianullo, Angela Márcia e Faud Salomão. Apadrinhados por João Gilberto, apresentaram-se no prêmio Sharp de música, no programa especial Jazz Brasil, da TV Cultura, e com Edu Lobo gravaram a música "Trava Língua" para trilha sonora do programa Rá-Tim-Bum. Em 1997, o grupo se dissolveu.[carece de fontes?]
Em 2000, passou a se dedicar à gravadora Number One (sua e do marido). Em 2001, lançou o álbum Suave É a Noite. Em 2007, lançou um DVD comemorativo dos 40 anos da Jovem Guarda, e vinha trabalhando na divulgação desse trabalho.
Quando morreu, estava internada havia 21 dias no Hospital 9 de Julho, em decorrência de complicações do câncer de mama contra o qual lutou por 12 anos. Foi enterrada em Itapecerica da Serra.

## Discografia (solo)
| Título          | Ano  | Selo             | Músicas |
| --------------- | ---- | ---------------- | --- |
| Silvinha 1967   | 1967 | Odeon            | Feitiço de broto; Vou botar pra quebrar |
| Silvinha 1969   | 1969 | Odeon            | Palavras de amor; Adeus; Este meu olhar; Aquele Olhar; Cha-la-la; O último abraço; Caminho sobre Nuvens; Este nosso amor; Hoje mais do que ontem; Não Resisti; Espero por mim; Mas não deixe de ir                                                  |
| Silvinha 1971   | 1971 | Odeon            | Você já morreu e se esqueceu de deitar; Que fazer pra te esquecer; Estou pedindo Baby; Deixa o cinza deste inverno passar; Pra toda geração; Paraíba; Risque; Seu amor ainda é tudo pra mim; Leve a vida; Nossos filhos serão pais; É minha opinião |
| Silvinha 1972   | 1972 | Odeon            | Tudo; Pinte de amarelo a sua janela |
| Silvinha 1972   | 1972 | Odeon            | Minha Primeira Desilusão; Ri melhor quem ri por Ultimo; Nunca mais; A Gatinha |
| Silvinha 1973   | 1973 | RCA              | Você não esta aqui; O Baião |
| Silvinha 1978   | 1978 | Templo           | Noites Vazias; Mãe Terra |
| Silvinha 1978   | 1978 | Templo           | Sentindo as flores respirarem; Algo de novo no ar |
| Silvinha 1983   | 1983 | Pointer          | Que as Crianças Cantem Livres; Desejo Desejado |
| Grita Coração   | 1984 | Pointer          | Não Precisa de Palavras; Grita Coração; Oh! Boy; Nos Dias de Hoje; Calmaria; You Light Up My Life; Cidade Grande; Só Quero Ter Você; Forma Natural; Sal da Terra                                                                                    |
| Kinema          | 1997 | EAS              | Nenhum sinal; Samurai; Hoje eu quero sair só; Não vale apena; Ilumina o meu caminho; O bom; Solidão; Água vital; Lembranças; Kinema; Foro da Paixão; It´s time for so long; Incrise                                                                 |
| Suave é a noite | 2004 | Number One Music | Suave É a Noite; Quando Você Diz Que Me Ama; Diz pra Mim; O Nosso Amor; Prometo Te Amar pra Sempre; Custe o Que Custar; A Luz do Senhor; Solidão; Te Quero Ouro; Trovador; Quem Vai Cuidar de Mim; Me Cansei; Suave É a Noite (Bonus Version)       |